# シスターフッド (映画)
『シスターフッド』は、2019年3月1日より公開された日本の映画。

## 概要
2015年の春、東京に暮らす様々な立場の女性達の生き方を、オムニバスで紹介するドキュメンタリー映画を作るため撮影を始める。監督・西原孝至は「世界でも有数の大都市である一方、特に若い人たちにとって生きづらい街なのではないか」との思いがあり、自主制作で撮影を始めたという。
2017年より世界中で起こり始めた「＃MeToo運動」や、抗議運動「ウィメンズマーチ」の影響を日本でも目の当たりにすると、新たに劇映画部分を思いつき、出演者とディスカッションを重ねながら撮影。西原は、これらの世界的な状況にすごく共感することがあり、社会に問いかけたい思いからフィクション部分を追加撮影したという。
そうして4年間撮りためてきたドキュメンタリーに加え、2018年に新たに撮影した劇映画の要素が合わさった1本の映画として完成した。
元々は「フェミニズム」をテーマとしていたが、最終的には性別に限らず「世の中にはいろいろな生き方があって、その人がその人であることがまず素晴らしいということを大切にしたい」という、“多様性”を肯定する映画に仕上がった。

### タイトルについて
「シスターフッド」とは、女性同士の連帯や結びつきという意味を持つ言葉である。
初期に付けていた仮タイトルは、岡崎京子の同名漫画から引用した『トーキョーガールズブラボー』だった。しかし撮影を進める中で「シスターフッド」の持つ言葉の意味や響きに惹かれるものがあり、合っているのではないかとの思いから当タイトルに決めたという。

## あらすじ
東京で暮らす私たち。
ドキュメンタリー映画監督の池田（岩瀬亮）は、フェミニズムに関するドキュメンタリーの公開に向け、取材を受ける日々を送っている。池田はある日、パートナーのユカ（秋月三佳）に、体調の悪い母親の介護をするため、彼女が暮らすカナダに移住すると告げられる。
ヌードモデルの兎丸（兎丸愛美）は、淳太（戸塚純貴）との関係について悩んでいる友人の大学生・美帆（遠藤新菜）に誘われて、池田の資料映像用のインタビュー取材に応じ、自らの家庭環境やヌードモデルになった経緯を率直に答えていく。独立レーベルで活動を続けている歌手のBOMI（BOMI）がインタビューで語る、“幸せとは”に触発される池田。
それぞれの人間関係が交錯しながら、人生の大切な決断を下していく。

## キャスト
- 兎丸愛美
- BŌMI
- 遠藤新菜
- 秋月三佳
- 戸塚純貴
- 栗林藍希
- SUMIRE
- 岩瀬亮

## スタッフ
- 監督・脚本・編集：西原孝至
- 撮影：飯岡幸子、山本大輔
- 音響：黄永昌
- 助監督：鈴木藍
- スチール：nao takeda
- 音楽：Rowken
- 製作・配給：sky-key factory

## 映画祭

### 出品
- 釜山国際映画祭 - アジア映画の窓部門
- タリン・ブラックナイト映画祭 - アウトオブコンペティション部門
- 大阪アジアン映画祭 - インディ・フォーラム部門